# Milagros Rozadilla
Milagros Rozadilla Arriola (Santoña, Cantabria, 6 de mayo de 1962) es una política y funcionaria de prisiones cántabra, que desempeñó la función de alcaldesa de Santoña entre el 2011 y el 2015. Es concejala en el Ayuntamiento de Santoña desde 2003. Es la portavoz del Grupo Popular en el mismo Ayuntamiento.

## Biografía
Milagros es una política española. En las elecciones municipales de 2003, encabezó la lista del Partido Popular al Ayuntamiento de Santoña consiguiendo el 32,02% de los votos, pero la mayoría absoluta del Partido Socialista otorgó la alcaldía a Puerto Gallego, pasando a liderar la oposición.
En las elecciones municipales de 2007, el PSOE volvió a conseguir la mayoría absoluta, volviendo a pasar el Partido Popular a liderar la oposición.
En las elecciones municipales de 2011, el PP obtuvo el 38,75% de los votos y 7 ediles, convirtiéndose en la primera fuerza política del municipio. Finalmente, fue investida alcaldesa con el apoyo del PRC y del MFE.
En las elecciones municipales de 2015, Milagros Rozadilla se presentó a la reelección como alcaldesa, quedando en segundo lugar con el 31,97% de los votos, con apenas 137 votos menos que el PSOE. El PP consiguió 6 ediles, pero finalmente el candidato socialista Sergio Abascal Azofra fue investido alcalde con los apoyos del Partido Regionalista Cántabro y Activa Santoña.

### Alcaldesa deSantoña
En 2011, tras las elecciones municipales, fue investida alcaldesa de Santoña con los votos del Partido Popular, el PRC y del MFE; conformando el Partido Popular un equipo de gobierno de coalición con ambas formaciones políticas. Rozadilla asumió esta responsabilidad con la creación de empleo y la austeridad como principales retos.